# 酒井直斗のラジノート
『酒井直斗のラジノート』（さかいなおとのラジノート）は、CBCラジオで放送されているラジオ番組。2017年4月1日に毎週土曜日の21時から23時までのワイド番組として始まった。2019年10月2日より、平日夜のワイド番組枠『チュウモリ』内の番組として、水曜日の22時から24時の放送となる。

## 概要
CBCラジオでいくつかのレギュラー番組を持っていた名古屋市出身・在住のお笑い芸人酒井直斗のラジオ番組であり、10代をターゲットとした音楽とトークのバラエティ番組である。「ノートでつながるラジオ」をキーワードに、様々なゲスト、そしてバズっている音楽を届ける。Twitterの公式ハッシュ・タグは「#ラジノート」で、実況やツッコミ等を番組では呼びかけている。2018年4月より、別枠で放送されていたふぉ〜ゆ〜の番組『ふぉ〜ゆ〜のぴたラジ!』を内包していた。
CBCラジオの2019年秋の改編により、同年10月から平日の22時から24時30分（翌日の0時30分）のワイド番組『チュウモリ』枠に異動し、毎週水曜に放送される。この枠移動に伴い、この時間帯の前番組『ナガオカ×スクランブル』の内包番組であった祭nine.の番組『祭nine.です』を『ふぉ〜ゆ〜のぴたラジ!』に替えて新たに内包する(なお、これまで内包していた『ふぉ〜ゆ〜のぴたラジ！』は『工作太朗のジョブナイ』が2019年10月5日〜2022年3月26日まで引き継いで内包したのち、4月から単独番組となった)。また、『ナガオカ…』の水曜コーナーであったニューライフ・アドベンチャー運動実行委員会提供によるコーナー「NLApresents ティーンズセッション ナガオカ・ライフ・アカデミー」を、「NLApresents ティーンズセッション ナオト・ライフ・アカデミー」として引き継いだ。酒井は『チュウモリ』の木曜日に坂本遥奈（TEAM SHACHI）との番組『推シマシ』が始まり、同枠に2日続けて出演することとなる。
番組終了後には、本放送で読みきれなかったお便りをあとがきと題したツイキャス配信内で紹介している。
2022年1月から1ヶ月限定でCBCラジオの番組『大津功のイケ爺になりた〜い!』がスポンサーについている。
2022年8月19日、文化放送『おとなりさん』に酒井が名古屋のラジオスターとして出演した。

### 代演
2022年3月23日の放送は、酒井直斗が体調不良のため、祭nine.が代打パーソナリティーを務めた。2022年7月20日の放送は酒井の新型コロナウイルス感染に伴い、後輩のアホロートルが担当した。

## 放送時間
現在の放送時間
- 毎週水曜 22:00 - 24:00（2022年3月30日 - ）※30分短縮

かつての放送時間
- 毎週土曜 21:00 - 23:00（2019年9月まで。同時間帯に特別番組がある場合は休止となる。）
- 毎週水曜 22:00 - 24:30（22:00 - 翌日 0:30）（2019年10月 - 2021年3月）
- 毎週水曜 22:00 - 24:20（22:00 - 翌日 0:20）（2021年4月 - 2021年9月22日）※10分繰り上げ終了
- 毎週水曜 22:00 - 24:30（22:00 - 翌日 0:30）（2021年9月29日 - 2022年3月23日）※10分延長

## 現在のコーナー
ロケノート
毎週、東海三県を酒井がロケし、新たな魅力を再発見しようというコーナー。2018年4月7日放送分からシーズン2が開始し、ロケ先でクイズを考え、それをリスナーに答えてもらうコーナーとなった一方、9月1日放送分からは「酒井直斗 路上ライブ」と称し、酒井が様々な場所（主に駅前）で行った路上ライブの模様を送るコーナーとなった。2019年4月6日放送分から始まったシーズン3ではカレーパンを探すコーナーとなった。『チュウモリ』枠に移動してからはシーズン4が開始。ロケ先で出会った人に食べ物を食べてもらい、その音をリスナーにASMRとして楽しんでもらうコーナーとなった。現在はシーズン5として、リスナーや街の人とのふれあいとフォトジェニックな写真（サカジェニック）を撮るコーナーとなっている。
ナイターシーズンは休止、もしくは別の企画（おっとっとの中からポケモンの形をしたものを探す企画など）を放送することもある。
| 2017年   | 2017年                           |
| 放送日   | 行き先                           |
| -------- | -------------------------------- |
| 4月8日   | 三重県桑名市                     |
| 4月15日  | 岐阜県土岐市                     |
| 4月22日  | 愛知県清須市                     |
| 4月29日  | 岐阜県多治見市                   |
| 5月6日   | 愛知県高浜市                     |
| 5月13日  | 三重県名張市                     |
| 5月20日  | 愛知県江南市                     |
| 6月3日   | 愛知県豊田市                     |
| 6月10日  | 岐阜県郡上市                     |
| 6月17日  | 愛知県稲沢市                     |
| 7月1日   | 愛知県蒲郡市                     |
| 7月8日   | 愛知県瀬戸市                     |
| 8月12日  | なばなの里（三重県桑名市長島町） |
| 8月19日  | ポケモンスタンプラリー（前編）   |
| 8月26日  | ポケモンスタンプラリー（後編）   |
| 9月9日   | 内海（愛知県知多郡南知多町）     |
| 9月16日  | 三重県鈴鹿市                     |
| 9月23日  | 愛知県津島市                     |
| 10月7日  | 愛知県半田市                     |
| 10月14日 | 愛知県知立市                     |
| 10月21日 | 岐阜県本巣市                     |
| 11月11日 | 岐阜県羽島市                     |
| 11月18日 | 愛知県常滑市                     |
| 11月25日 | 愛知県蟹江町                     |
| 12月2日  | 三重県津市                       |
| 12月9日  | 愛知県尾張旭市                   |
| 12月16日 | 金運が上がるスポット巡り         |
| 12月23日 | 三重県松阪市                     |

| 2018年                            | 2018年                                                                     |
| 放送日                            | 行き先                                                                     |
| --------------------------------- | -------------------------------------------------------------------------- |
| 1月6日                            | 愛知県犬山市                                                               |
| 1月13日                           | 岐阜県養老町                                                               |
| 1月20日                           | 愛知県みよし市                                                             |
| 2月3日                            | 岐阜県美濃加茂市                                                           |
| 2月10日                           | 岐阜県美濃加茂市                                                           |
| 2月17日                           | 愛知県豊橋市                                                               |
| 2月24日                           | 愛知県碧南市                                                               |
| 3月10日                           | 愛知県大府市                                                               |
| 3月17日                           | 愛知県安城市                                                               |
| 3月24日                           | 愛知県東海市                                                               |
| 3月31日                           | 安城公園でお花見                                                           |
| 4月7日（この回よりシーズン2開始） | 三重県桑名市                                                               |
| 4月14日                           | 愛知県愛西市                                                               |
| 4月21日                           | 愛知県北名古屋市                                                           |
| 4月28日                           | 愛知県額田郡幸田町                                                         |
| 5月5日                            | 愛知県長久手市                                                             |
| 6月9日                            | 名古屋大学学園祭                                                           |
| 6月30日                           | 愛知県春日井市                                                             |
| 7月7日                            | 岐阜県大垣市                                                               |
| 9月1日                            | 路上ライブの模様をオンエア（会場：白川公園）                               |
| 9月8日・15日                      | 路上ライブの模様をオンエア（会場：尾張一宮駅）                             |
| 9月22日                           | 路上ライブの模様をオンエア（会場：ささしまライブ駅）                       |
| 9月29日                           | 路上ライブの模様をオンエア（会場：岐阜駅）                                 |
| 10月6日                           | 路上ライブの模様をオンエア（会場：藤が丘駅）                               |
| 10月13日                          | 路上ライブの模様をオンエア（会場：港区役所駅）                             |
| 10月20日                          | 路上ライブの模様をオンエア（会場：津駅）                                   |
| 10月27日                          | 路上ライブの模様をオンエア（会場：上小田井駅）                             |
| 11月3日                           | 路上ライブの模様をオンエア（会場：知立駅）                                 |
| 11月17日                          | 路上ライブの模様をオンエア（会場：新瑞橋駅）                               |
| 12月1日                           | 路上ライブの模様をオンエア（会場：星ヶ丘駅）                               |
| 12月8日                           | 路上ライブの模様をオンエア（会場：大曽根駅）                               |
| 12月22日                          | 路上ライブの模様をオンエア（会場：吹上駅、ナゴヤドーム前矢田駅、名古屋駅） |

| 2019年                             | 2019年                                                    |
| 放送日                             | 行き先                                                    |
| ---------------------------------- | --------------------------------------------------------- |
| 2月16日                            | 岐阜県下呂市                                              |
| 3月30日                            | ボウリング大会の模様をオンエア                            |
| 4月6日                             | 愛知県豊明市、名鉄・豊明駅（この回からシーズン3開始）     |
| 4月13日                            | 愛知県あま市、名鉄・七宝駅                                |
| 4月20日                            | 愛知県豊川市、名鉄・御油駅                                |
| 5月11日                            | 三重県四日市市、近鉄四日市駅                              |
| 5月25日                            | 岐阜県大垣市、JR・大垣駅                                  |
| 6月1日                             | 愛知県東海市、名鉄・太田川駅                              |
| 6月15日                            | 名古屋大学学園祭                                          |
| 8月24日                            | 厄除けの模様（熱田神宮）をオンエア                        |
| 9月7日                             | 愛知県刈谷市、JR・逢妻駅                                  |
| 9月14日                            | 愛知県岩倉市、名鉄・岩倉駅                                |
| 9月28日                            | 博多豚骨 暁商店日永店（三重県四日市市）でのロケをオンエア |
| 10月9日（この回からシーズン4開始） | 名古屋市昭和区、地下鉄・八事駅                            |
| 10月16日                           | 名古屋市中区、地下鉄・上前津駅                            |
| 10月23日                           | 愛知県一宮市、JR・尾張一宮駅                              |
| 10月30日                           | 名古屋市熱田区、地下鉄・伝馬町駅                          |
| 11月6日                            | 名古屋市中村区、地下鉄・中村公園駅                        |
| 11月13日                           | 名古屋市東区、地下鉄・砂田橋駅                            |
| 11月20日                           | 愛知県稲沢市、名鉄・奥田駅                                |
| 12月4日                            | 名古屋市名東区、地下鉄・一社駅                            |
| 12月11日                           | 名古屋市瑞穂区、地下鉄・新瑞橋駅                          |
| 12月18日                           | 名古屋市西区、地下鉄・浄心駅                              |
| 12月25日                           | 名古屋市中区、JR/地下鉄・鶴舞駅                           |

| 2020年                            | 2020年                                                           |
| 放送日                            | 行き先                                                           |
| --------------------------------- | ---------------------------------------------------------------- |
| 1月8日                            | 名古屋市天白区、地下鉄・原駅                                     |
| 1月15日                           | 名古屋市港区、地下鉄・東海通駅                                   |
| 1月22日                           | 愛知県春日井市、JR/東海交通事業・勝川駅                          |
| 1月29日                           | 名古屋市千種区、地下鉄・自由ヶ丘駅                               |
| 2月5日                            | 名古屋市千種区、地下鉄・自由ヶ丘駅                               |
| 2月12日                           | 名古屋市守山区、名鉄・小幡駅                                     |
| 2月19日                           | 愛知県江南市、名鉄・江南駅                                       |
| 2月26日                           | 名古屋市瑞穂区、地下鉄・瑞穂区役所駅                             |
| 3月4日                            | 愛知県春日井市、名鉄・春日井駅                                   |
| 3月18日                           | 名古屋市中区大須                                                 |
| 3月25日                           | 名古屋市中区、JR/名鉄/地下鉄・金山駅                             |
| 4月1日（この回からシーズン5開始） | 名古屋市北区、地下鉄・名城公園駅                                 |
| 4月8日                            | 愛知県豊橋市、JR/名鉄・豊橋駅                                    |
| 6月3日                            | 名古屋市中川区、名鉄・山王駅                                     |
| 6月17日                           | 愛知県豊明市、名鉄・豊明駅                                       |
| 6月24日                           | 愛知県一宮市、JR・尾張一宮駅                                     |
| 7月1日                            | 愛知県大府市、JR・大府駅                                         |
| 7月15日                           | サカエチカ、クリスタル広場（リスナーの質問を若者にぶつける企画） |
| 7月22日                           | サカエチカ、クリスタル広場（リスナーの質問を若者にぶつける企画） |
| 7月29日                           | 愛知県弥富市、近鉄弥富駅                                         |
| 10月7日                           | 三重県桑名市、JR/近鉄/養老鉄道・桑名駅                           |
| 10月14日                          | 名古屋市港区、名古屋臨海高速鉄道・荒子川公園駅                   |
| 10月21日                          | 名古屋市昭和区、地下鉄・八事駅                                   |
| 10月28日                          | 名古屋市中村区、地下鉄・亀島駅                                   |
| 11月4日                           | 岐阜県多治見市、JR・多治見駅                                     |
| 12月2日                           | 愛知県一宮市、名鉄・新木曽川駅                                   |
| 12月23日                          | 聞かせて編                                                       |

| 2021年  | 2021年     |
| 放送日  | 行き先     |
| ------- | ---------- |
| 1月6日  | 聞かせて編 |
| 1月13日 | 架け橋編   |

月間メールテーマ
毎月のお題に対するメッセージを募集するコーナー。
NLApresents ティーンズセッション ナオト・ライフ・アカデミー
月ごとに設けたテーマに対する中高生の意見を募集し、本音に迫るコーナー。
酒井なぞ斗
23時台最初に行うコーナー。酒井がリスナーから募集したなぞなぞに挑戦する。
言わせてぇ～
お題に対してリスナーが言いたい事を発表するコーナー。
イッツ、昇天タイム!
番組最後に行うコーナー。週の真ん中水曜日、憂鬱な気分になる時間に「IT'S SHOWTIME!!」にのせて気分が上がるようなメールを募集するコーナー。
ゲストコーナー
毎回、ゲストとトークするコーナー。収録が主となっている。
| 2017年   | 2017年                                                                         |
| 放送日   | ゲスト                                                                         |
| -------- | ------------------------------------------------------------------------------ |
| 4月1日   | 土田拓海（BOYS AND MEN）、空想委員会                                           |
| 4月8日   | ふぉ〜ゆ〜、おとめボタン                                                       |
| 4月15日  | NGT48、Base Ball Bear                                                          |
| 4月22日  | クリープハイプ、Xmas Eileen                                                    |
| 4月29日  | ЯeaL、ポルカドットスティングレイ（コメントのみ）                               |
| 5月6日   | urata naoya（AAA）                                                             |
| 5月13日  | 夜の本気ダンス、MICHI                                                          |
| 5月20日  | バンドじゃないもん、BACK LIFT                                                  |
| 6月3日   | 雫（ポルカドットスティングレイ）、中村千尋                                     |
| 6月10日  | 吉田山田、土田拓海（BOYS AND MEN）                                             |
| 6月17日  | 土田拓海（BOYS AND MEN）                                                       |
| 6月24日  | イトヲカシ                                                                     |
| 7月1日   | E-girls、ヒステリックパニック                                                  |
| 7月8日   | 牧野純平（LILI LIMIT）、平井大                                                 |
| 7月15日  | ENTH                                                                           |
| 7月29日  | YONCE（Suchmos）、牧達弥（go!go!vanillas）                                     |
| 8月5日   | プチ鹿島（東京ポッド許可局）、サンキュータツオ（東京ポッド許可局）、UVERworld  |
| 8月12日  | コレサワ、サイダーガール                                                       |
| 8月19日  | chelly（EGOIST）、亜咲花                                                       |
| 8月26日  | キュウソネコカミ、LIFriends                                                    |
| 9月9日   | Gacharic Spin                                                                  |
| 9月16日  | 上野優華                                                                       |
| 9月23日  | Rihwa                                                                          |
| 9月30日  | イケてるハーツ                                                                 |
| 10月7日  | ハシシ（電波少女）、火寺バジル（魔法少女になり隊）、gari（魔法少女になり隊）   |
| 10月14日 | N∀OKI（ROTTENGRAFFTY）、NOBUYA（ROTTENGRAFFTY）、吉澤嘉代子                    |
| 10月14日 | MOSHIMO、SHISHAMO                                                              |
| 11月11日 | 須澤紀信、ファンキー加藤                                                       |
| 11月18日 | 亜咲花、雫（ポルカドットスティングレイ）                                       |
| 11月25日 | 白山治輝（Brian the Sun）、森良太（Brian the Sun）、椎木知仁（My Hair is Bad） |
| 12月2日  | iri、越岡裕貴（ふぉ～ゆ～）、松崎祐介（ふぉ～ゆ～）                            |
| 12月9日  | わーすた、春乃きいな（ばってん少女隊）、希山愛（ばってん少女隊）               |
| 12月16日 | ヤバイTシャツ屋さん                                                            |
| 12月23日 | モン吉、TOMOO                                                                  |

| 2018年                   | 2018年                                                                   |
| 放送日                   | ゲスト                                                                   |
| ------------------------ | ------------------------------------------------------------------------ |
| 1月2日（新春スペシャル） | 矢方美紀、君の知らない桂川（空飛ぶリビング）、CHAI、U-T、中山貴大        |
| 1月6日                   | ヤバイTシャツ屋さん                                                      |
| 1月13日                  | RAMMELLS、Swimy                                                          |
| 1月20日                  | 上野優華、大場美奈(SKE48)                                                |
| 1月27日                  | 須澤紀信                                                                 |
| 2月3日                   | UNISON SQUARE GARDEN                                                     |
| 2月10日                  | 四星球、バニラビーンズ                                                   |
| 2月17日                  | 宇野実彩子、やついいちろう(エレキコミック)                               |
| 2月24日                  | The Floor                                                                |
| 3月3日                   | BiS、a flood of circle                                                   |
| 3月10日                  | 阿部真央、SpecialThanks                                                  |
| 3月17日                  | The Wisely Brothers、Thinking Dogs                                       |
| 3月24日                  | GARNiDELiA、佐々木李子                                                   |
| 3月31日                  | MOSHIMO、Bentham                                                         |
| 4月7日                   | ファンキー加藤                                                           |
| 4月14日                  | JQ (Nulbarich)                                                           |
| 4月21日                  | ROY、NARCY（THE BAWDIES）                                                |
| 4月28日                  | sumika                                                                   |
| 5月5日                   | DOBERMAN INFINITY                                                        |
| 5月19日                  | SUSHI BOYS                                                               |
| 5月26日                  | BOYS AND MEN、ASCA                                                       |
| 6月9日                   | XAI                                                                      |
| 6月16日                  | くっきー!（野性爆弾）                                                    |
| 6月23日                  | バンドじゃないもん!                                                      |
| 6月30日                  | ふぉ～ゆ～                                                               |
| 7月7日                   | BAND-MAID                                                                |
| 7月21日                  | FABLED NUMBER、中丸雄一（KAT-TUN）、RAMMELLS（コメント出演）             |
| 7月28日                  | LIFriends                                                                |
| 8月4日                   | urata naoya（AAA）（イオンモール大高での公開録音の模様をオンエアした。） |
| 8月11日                  | 亜咲花                                                                   |
| 8月18日                  | 生田鷹司（PENGUIN RESEARCH）                                             |
| 8月25日                  | スピラ・スピカ                                                           |
| 9月1日                   | 石井亮次                                                                 |
| 9月8日                   | ロザリーナ、Aimer（コメント出演）                                        |
| 9月15日                  | コレサワ                                                                 |
| 9月22日                  | 藤原さくら                                                               |
| 9月29日                  | ファンキー加藤                                                           |
| 10月6日                  | 椿鬼奴                                                                   |
| 10月13日                 | Ivy to Fraudulent Game、エレキコミック                                   |
| 10月20日                 | 菅沼翔也、FIVE NEW OLD                                                   |
| 10月27日                 | BIGMAMA                                                                  |
| 11月3日                  | 向井慧（パンサー）                                                       |
| 11月10日                 | a flood of circle、UNISON SQUARE GARDEN                                  |
| 11月17日                 | edda                                                                     |
| 11月24日                 | ふぉ～ゆ～                                                               |
| 12月1日                  | STARMARIE                                                                |
| 12月8日                  | Maison book girl                                                         |
| 12月15日                 | 霜降り明星                                                               |
| 12月22日                 | LAMP IN TERREN                                                           |
| 12月29日                 | ハンブレッダーズ                                                         |

| 2019年   | 2019年                                            |
| 放送日   | ゲスト                                            |
| -------- | ------------------------------------------------- |
| 1月5日   | BOYS AND MEN                                      |
| 1月12日  | OKAMOTO'S                                         |
| 1月19日  | go!go!vanillas                                    |
| 1月26日  | 亜咲花                                            |
| 2月2日   | パーマ大佐                                        |
| 2月9日   | halca、安田（アホロートル）                       |
| 2月16日  | 竹内アンナ                                        |
| 2月23日  | 雫（ポルカドットスティングレイ）                  |
| 3月2日   | やついいちろう（エレキコミック）、Bentham         |
| 3月9日   | チャラン・ポ・ランタン、高瀬統也                  |
| 3月16日  | アルコ&ピース                                     |
| 3月23日  | JABBA DA FOOTBALL CLUB                            |
| 3月30日  | MOSHIMO                                           |
| 4月6日   | Ryoko（ЯeaL）                                     |
| 4月13日  | 森山直太朗、Aimer（コメント出演）                 |
| 4月20日  | 眉村ちあき                                        |
| 4月27日  | バンドじゃないもん! MAXX NAKAYOSHI                |
| 5月4日   | 黒田秋子（RAMMELLS）                              |
| 5月11日  | カホリ                                            |
| 5月25日  | SHISHAMO                                          |
| 6月1日   | 関取花                                            |
| 6月8日   | 阿部真央                                          |
| 6月15日  | 夢屋まさる                                        |
| 6月22日  | My Hair is Bad、高瀬統也                          |
| 6月29日  | うしろシティ                                      |
| 7月6日   | 中村千尋                                          |
| 7月27日  | ヤバイTシャツ屋さん                               |
| 8月3日   | ネクライトーキー                                  |
| 8月17日  | a flood of circle、清宮海斗、岡田欣也、らじお女子 |
| 8月24日  | 阿部真央、祭nine.                                 |
| 8月31日  | 光山雄一朗                                        |
| 9月7日   | 川口レイジ                                        |
| 9月14日  | センチミリメンタル                                |
| 9月28日  | ふぉ～ゆ～                                        |
| 10月9日  | 魔法少女になり隊、Official髭男dism                |
| 10月16日 | スピラ・スピカ                                    |
| 10月23日 | みゆな                                            |
| 11月6日  | 吉田山田                                          |
| 11月13日 | Mrs. GREEN APPLE                                  |
| 11月20日 | THE BAWDIES、BlooDye                              |
| 11月27日 | 祭nine.                                           |
| 12月4日  | KEYTALK                                           |
| 12月11日 | エグスプロージョン、M!LK                          |
| 12月18日 | BAND-MAID、sumika                                 |
| 12月25日 | いきものがかり（コメント出演）                    |

| 2020年   | 2020年                                                   |
| 放送日   | ゲスト                                                   |
| -------- | -------------------------------------------------------- |
| 1月8日   | 土田拓海（BOYS AND MEN）                                 |
| 1月15日  | 山本彩                                                   |
| 1月22日  | SHISHAMO                                                 |
| 2月5日   | 阿部真央                                                 |
| 2月12日  | SCANDAL、dela                                            |
| 2月19日  | クリープハイプ                                           |
| 3月4日   | KANA-BOON                                                |
| 3月11日  | 足立佳奈                                                 |
| 3月18日  | Karin.                                                   |
| 4月1日   | ヤバイTシャツ屋さん                                      |
| 4月8日   | SPICY CHOCOLATE                                          |
| 4月15日  | ファンキー加藤                                           |
| 4月22日  | PEDRO                                                    |
| 4月29日  | はっとり（マカロニえんぴつ）                             |
| 5月6日   | 赤飯（オメでたい頭でなにより）                           |
| 5月13日  | 大前亮将（プリンセス金魚）、北野誠（飛び入り出演）       |
| 5月20日  | Novelbright                                              |
| 5月27日  | EBiDAN NAGOYA（コメントゲスト）                          |
| 6月3日   | SUPER BEAVER（コメントゲスト）                           |
| 6月10日  | 祭nine.、向井慧（パンサー）、大前亮将（プリンセス金魚）  |
| 7月1日   | SHE'S                                                    |
| 7月8日   | THE BEAT GARDEN                                          |
| 7月15日  | MAN WITH A MISSION（コメントゲスト）                     |
| 7月22日  | 橋本学（ハルカミライ）                                   |
| 7月29日  | EBiDAN NAGOYA.                                           |
| 8月12日  | BiS                                                      |
| 8月19日  | 林青空                                                   |
| 8月26日  | EBiDAN NAGOYA.                                           |
| 9月2日   | SILENT SIREN                                             |
| 9月9日   | EARNIE FROGs                                             |
| 9月23日  | ウルトラ寿司ふぁいやー                                   |
| 9月30日  | EBiDAN NAGOYA.                                           |
| 10月14日 | 亜咲花                                                   |
| 10月21日 | ベリーグッドマン                                         |
| 10月28日 | EBiDAN NAGOYA.                                           |
| 11月4日  | ザ・モアイズユー                                         |
| 11月11日 | 船木誠勝                                                 |
| 11月18日 | go!go!vanillas                                           |
| 11月25日 | EBiDAN NAGOYA.、GENERATIONS from EXILE TRIBE（コメント） |
| 12月2日  | FAITH                                                    |
| 12月9日  | SUPER☆DRAGON                                             |
| 12月16日 | 超特急                                                   |
| 12月23日 | THE BEAT GARDEN                                          |
| 12月30日 | EBiDAN NAGOYA.                                           |

| 2021年  | 2021年                                                                                    |
| 放送日  | ゲスト                                                                                    |
| ------- | ----------------------------------------------------------------------------------------- |
| 1月6日  | ［Alexandros］                                                                            |
| 1月13日 | 原因は自分にある。                                                                        |
| 1月20日 | 亜咲花、Snow Man                                                                          |
| 1月27日 | EBiDAN NAGOYA.                                                                            |
| 2月3日  | BOY AND MEN                                                                               |
| 2月10日 | モン吉、井上苑子、MAN WITH A MISSON（コメント）、GENERATIONS from EXILE TRIBE（コメント） |

月刊えびなごノート
EBiDAN NAGOYAが担当する月1コーナー。
このほか、普通のお便りやメッセージテーマに対してのお便りを募集している。

## 過去のコーナー
マンスリーアーティストコーナー
毎月、担当アーティストがミニ番組を担当するコーナー。2017年10月以降行われていない。
| 2017年 | 2017年                      |
| 放送月 | 担当アーティスト            |
| ------ | --------------------------- |
| 4月    | ЯeaL                        |
| 5月    | Aimer                       |
| 6月    | さユり                      |
| 8月    | 中村千尋                    |
| 9月    | KANA-BOONと酒井のコラボ企画 |

推しノート
番組推薦の曲をかけるコーナー。
22時台の一曲目リクエスト
毎回決められたお題にちなんだ22時台の最初にかかる曲をリスナーから募集するコーナー。Twitterでのみリクエストを受け付けている。
選曲番長
毎回テーマに合う曲をリスナーにセレクトしてもらい、その中から1曲流すコーナー。
7割モノマネ
23時台最初に行うミニコーナー。リスナーから募集したものまねのお題に酒井が挑戦する。
ワンチャンフレーズ
お題のセリフに対して、ワンチャンありそうな一言を募集するコーナー。ワンチャン賞に選ばれると「酒井直斗特製名刺5枚セット」が貰える。2018年4月7日放送分よりセカンドシーズンが開始し、『チュウモリ』枠に移動してからはリターンズが開始した。
オシャレノート～カモンVaundy～
「僕（私)オシャレです。」から始まるリスナーのオシャレな仕草や体験を紹介するコーナー。Vaundyの曲「灯火」にのせて送る。
みんなでお悩み相談
リスナーの悩みを酒井が解決する。Twitter、メールで寄せられた他のリスナーからの答えも紹介する。皆でリスナーのお悩みを解決するコーナー。毎週ではなく不定期で行っていた。

## 内包番組
現在の内包番組
祭nine.です。
祭nine.のレギュラー番組。酒井も「酒井先輩」としてコメント参加して祭nine.にその日展開するテーマを振る。
放送時間変遷
| 放送期間              | 放送時間             | 備考                              |
| --------------------- | -------------------- | --------------------------------- |
| 2017年4月 - 2019年9月 | 水曜日 23:50 - 24:00 | 『ナガオカ×スクランブル』内で放送 |
| 2019年10月 -          |                      | 『酒井直斗のラジノート』内で放送  |

かつての内包番組
ふぉーゆーのぴたラジ!
ふぉ〜ゆ〜のレギュラー番組。
放送時間変遷
| 放送期間               | 放送時間                         | 備考                              |
| ---------------------- | -------------------------------- | --------------------------------- |
| 2013年4月 - 2014年3月  | 日曜日 0:30 - 0:40頃（土曜深夜） | 『ナガオカ』内で放送              |
| 2014年4月 - 2014年9月  | 水曜日 23:20頃 - 23:30頃         | 『ナガオカ×スクランブル』内で放送 |
| 2014年10月 - 2018年3月 | 金曜日 23:20頃 - 23:30頃         | 『ナガオカ×スクランブル』内で放送 |
| 2018年4月 - 2019年9月  | 土曜日 21:40頃 - 21:50頃         | 『酒井直斗のラジノート』内で放送  |
| 2019年10月 -           | 土曜日 21:40頃 - 21:50頃         | 『工作太朗のジョブナイ』内で放送  |

## 特別回

### 新春スペシャル
- 2018年1月2日、15:00 - 17:00（第1部）、18:00 - 20:00（第2部）

ゲスト：矢方美紀、君の知らない桂川（空飛ぶリビング）
インタビューゲスト：CHAI、U-T、中山貴大

### 年末スペシャル
- 2018年12月29日、17:00 - 19:00、21:00 - 23:00

## イベント
酒井直斗のラジノート 公開録音
- 2017年4月26日、18:00 -
- ゲスト：urata naoya（AAA）

## エピソード
- 2018年12月15日、M-1グランプリ優勝前の霜降り明星にインタビューをした模様を放送した[18]。
- 『チュウモリ』火曜日『#むかいの喋り方』にお笑いコンビ・ハライチの岩井勇気が電話出演した際、パンサーの向井慧、プリンセス金魚の大前亮将と並ぶ東海三大芸人の一人に数えられた[19]。この出来事をきっかけに向井と酒井はチュウモリ同盟を組んでいる[20]。また、2020年5月13日放送に大前がゲスト出演した[21]。2020年6月10日放送には大前、向井（リモート出演）がゲスト出演した[22]。
- 2020年9月4日、敬愛する古舘伊知郎がパーソナリティを務める『古舘伊知郎のオールナイトニッポンGOLD』にて酒井のメールが紹介され、「思っていればいつか会える」と返答があった。2020年12月16日、この番組の前の時間帯に古舘がCBCラジオで特番を担当し、実際に対面することができた[23]。ちなみにその古舘は2021年7月より『うしみつドキドキ!・第1月曜「古舘伊知郎×本田剛文のおしゃべり道場」』に出演している。
- 2020年9月30日放送分で、同年9月26日にタレントである小林美鈴と入籍したことを発表した。